# My Type (Saint Motel)
My Type è un singolo del gruppo musicale statunitense Saint Motel, pubblicato nel 2014 ed estratto dall'EP omonimo.

## Tracce
10" (Elektra)
- Side A

1. My Type – 3:23
2. Ace in the Hole – 3:43

- Side B

1. Cold Cold Man – 3:51
2. Midnight Movies – 3:44

## In altri media
La canzone è presente nei film Città di carta e Mr. Right, entrambi usciti nel 2015, nella colonna sonora dei videogiochi FIFA 15, FIFA 23 e Pro Evolution Soccer 2016, nonché in alcuni spot televisivi. Nel 2019, entra a far parte della colonna sonora di Tuttapposto, commedia interpretata da Luca Zingaretti, Monica Guerritore e Sergio Friscia. 